# Gerhard von Kügelgen
Franz Gerhard von Kügelgen (Bacharach am Rhein, Alemanya, 26 de febrer de 1772 - 27 març de 1820, Dresden, Alemanya) va ser un pintor alemany, famós pels seus retrats i els seus quadres d'història. Va ser professor a l'Acadèmia d'Arts de Dresden i membre de les Acadèmies d'Art prussiana i russa. El seu germà bessó, Karl von Kügelgen, també va ser un pintor destacat.

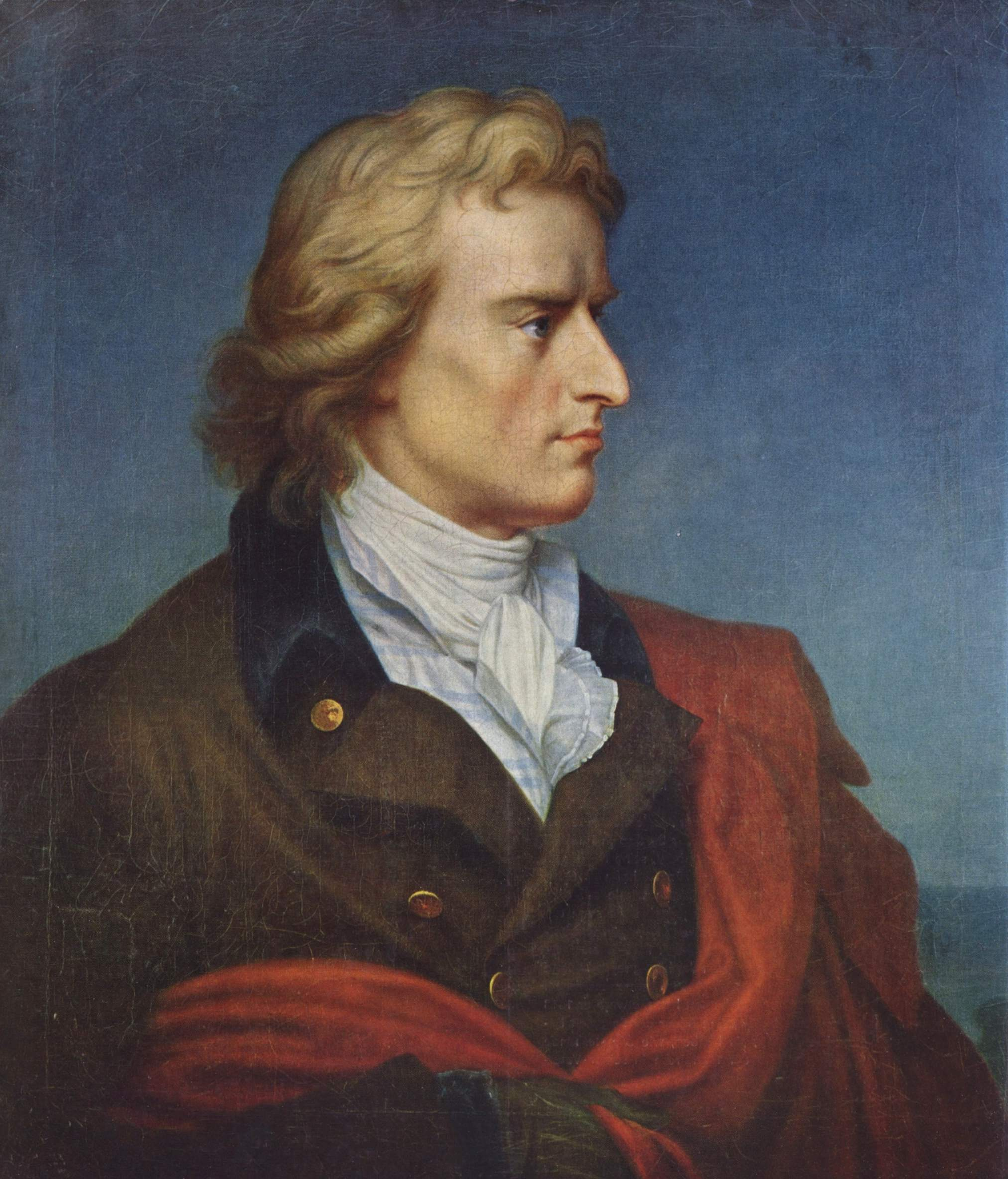
Gerhard von Kügelgen: Retrat de Friedrich Schiller.

Després de deixar l'escola el 1789, Kügelgen va estudiar pintura a Coblença. El 1791 va començar a treballar a Bonn, on va pintar retrats de l'Elector Maximilià Francesc d'Habsburg, el ministre Ferdinand August von Spiegel zum Desenberg i el Comte de Waldstein. Més tard, Gerhard von Kügelgen i el seu germà van emprendre un viatge educatiu a Roma, Múnic i Riga, que va ser finançat per Maximilià Francesc d'Habsburg.
El 1800, Kügelgen es va casar amb Helene Marie Zoege von Manteuffel. Van tenir tres fills. El seu fill gran, Wilhelm, va néixer a Sant Petersburg el 1802, i també es va fer pintor. Els altres fills eren Gerhard (nascut el 1806) i Adelheid (nascuda el 1808).
Durant la seva carrera, Gerhard von Kügelgen va pintar retrats de Caspar David Friedrich, Johann Wolfgang von Goethe, Johann Gottfried Herder, August von Kotzebue, Friedrich Schiller, Johann Gottfried Seume, Ludwig Uhland, Zacharias Werner, Christoph Martin Wieland i altres escriptors, artistes i erudits de la seva època. Després de traslladar-se a Dresden, la seva vila «Gottessegen» es va convertir en lloc de reunió per a artistes i aficionats del primer romanticisme. Va ser també mestre i amic de Caspar David Friedrich.
El 1820, Kügelgen va ser assassinat per un lladre mentre caminava des del seu estudi a Loschwitz fins a Dresden. Està enterrat en l'Antic Cementiri Catòlic de Dresden.